# Cornutrypeta
Cornutrypeta es un género de insecto de la familia Tephritidae del orden Diptera.

## Especies
- Cornutrypeta gansunica
- Cornutrypeta gigantocornuta Han & Wang, 1993
- Cornutrypeta hunanica
- Cornutrypeta melanonotum
- Cornutrypeta nigrifemur Han & Wang, 1993
- Cornutrypeta nigritata
- Cornutrypeta omeishana Han & Wang, 1993
- Cornutrypeta spinifrons
- Cornutrypeta superciliata
- Cornutrypeta svetlanae
- Cornutrypeta taiwanensis
- Cornutrypeta triceratops
- Cornutrypeta yushunia Han & Wang, 1993